# یوهان هومن

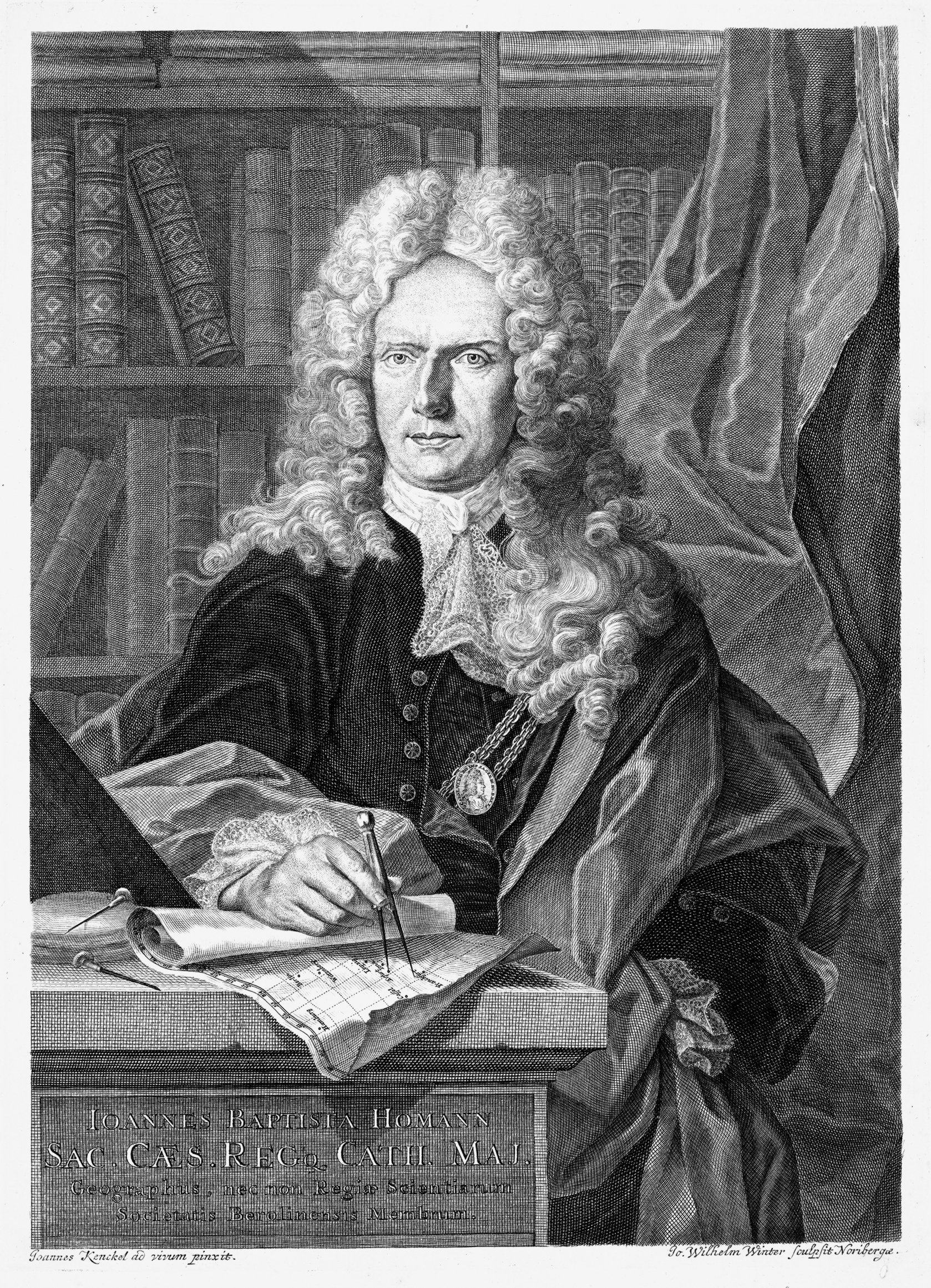
یوهان هومن

یوهان باپتیست هومن (۲۰ مارس ۱۶۶۴–۱ ژوئیه ۱۷۲۴) جغرافیدان و نقشه نگار، ناشر و حکاک آلمانی بود.
هومن در کاملاخ در نزدیکی در انتخابگرنشین بایرن متولد شد.
هومن به عنوان نقشه‌بردار برجسته آلمانی شهرت پیدا کرد و در سال ۱۷۱۵ توسط امپراتور کارل ششم به جغرافی‌دان امپراتوری منصوب شد. اعطای چنین امتیازاتی به افراد حق اضافه ای بود که امپراتور مقدس روم از آن برخوردار بود. در همان سال او همچنین به عنوان یکی از اعضای آکادمی علوم پروس در برلین انتخاب شد.

هومن در سال ۱۷۲۴ در نورنبرگ درگذشت. پسرش یوهان کریستوف (۱۷۰۳–۱۷۳۰) جانشین وی در شرکت پدرش شد. این شرکت پس از مرگ وی به عنوان شرکت وراث هومن با مدیریت یوهان مایکل فرانتس و یوهان گئورگ ابرسبرگر ادامه یافت. این شرکت در خارج از کشور با نام‌های "هومن اربن"، "هومانیانی هردس" یا "وارثان هومن" شناخته می‌شد.

نقشه ها
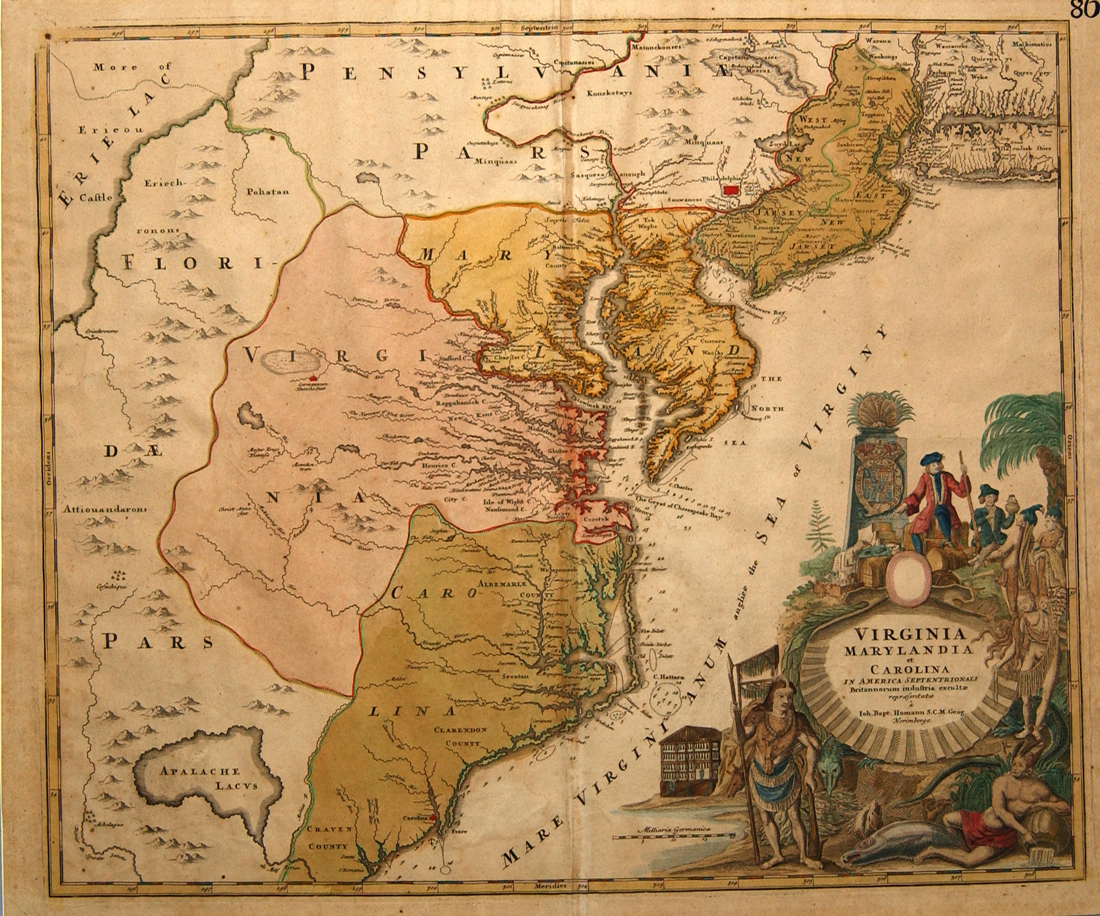
ویرجینیا مریلندیا و کارولینا ۱۷۱۴
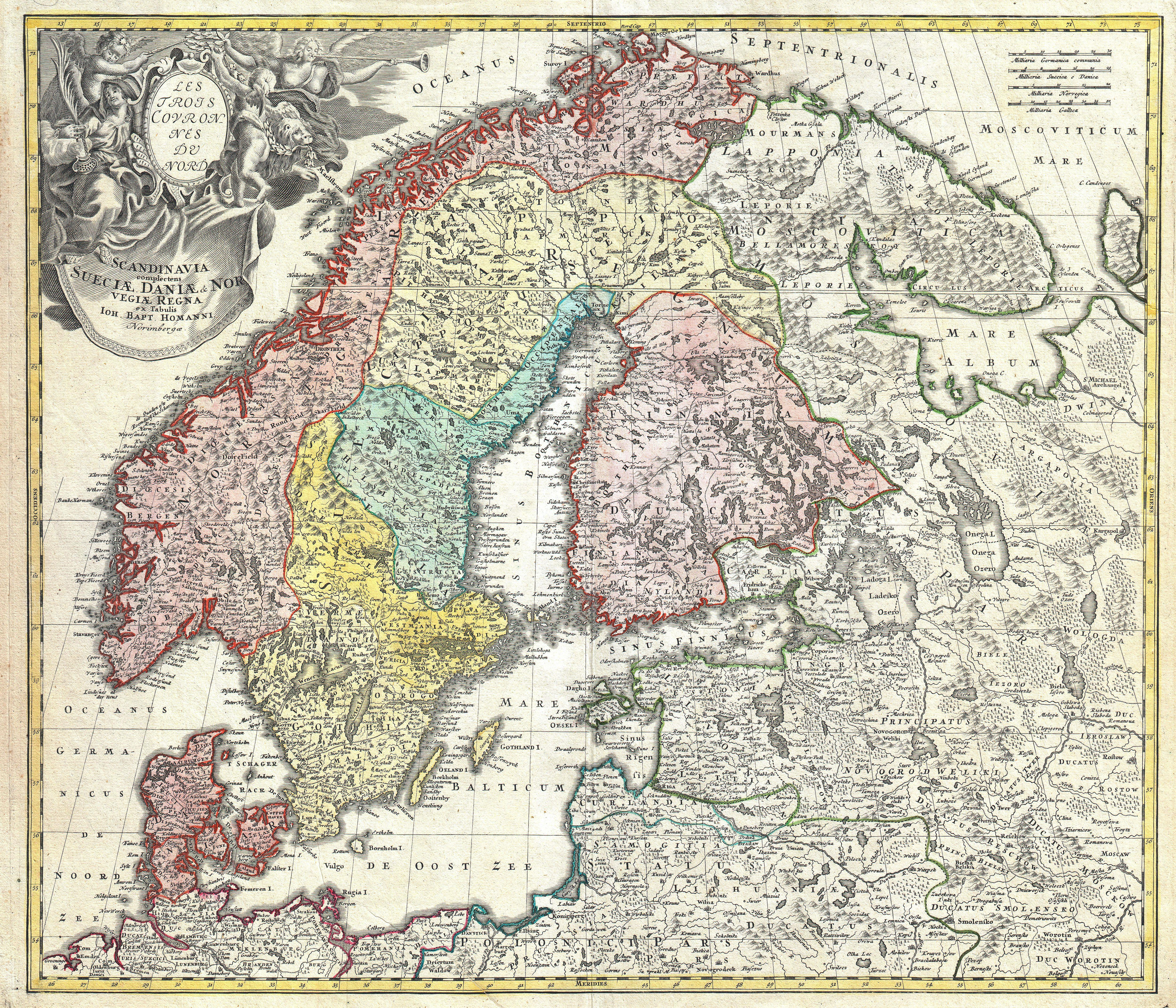
نقشه هومن از اسکاندیناوی ، نروژ ، سوئد ، دانمارک ، فنلاند و بالتیک ، مربوط به سال ۱۷۱۵ است.
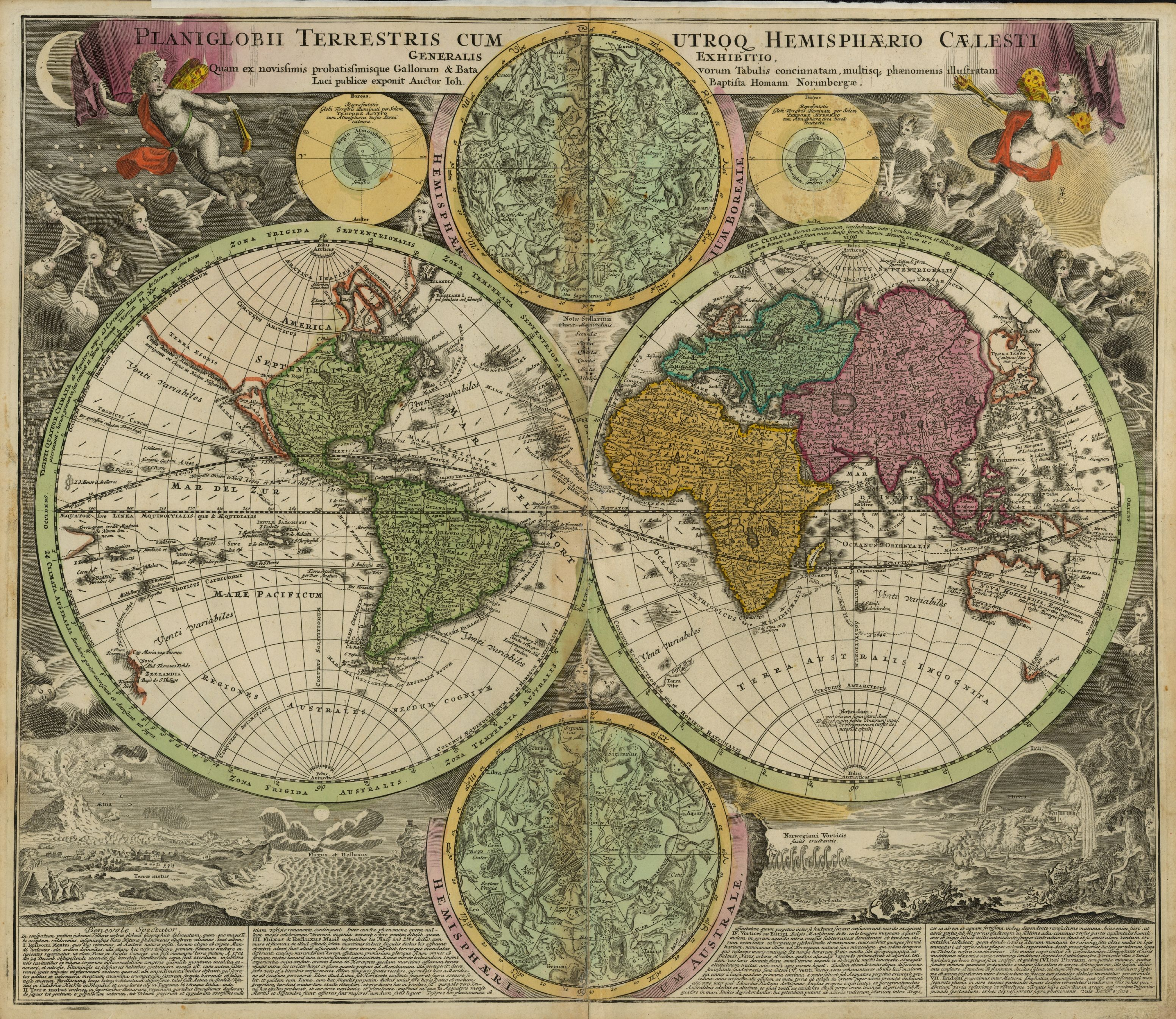
نقشه جهان،ترسیم شده در نورنبرگ ۱۷۰۷
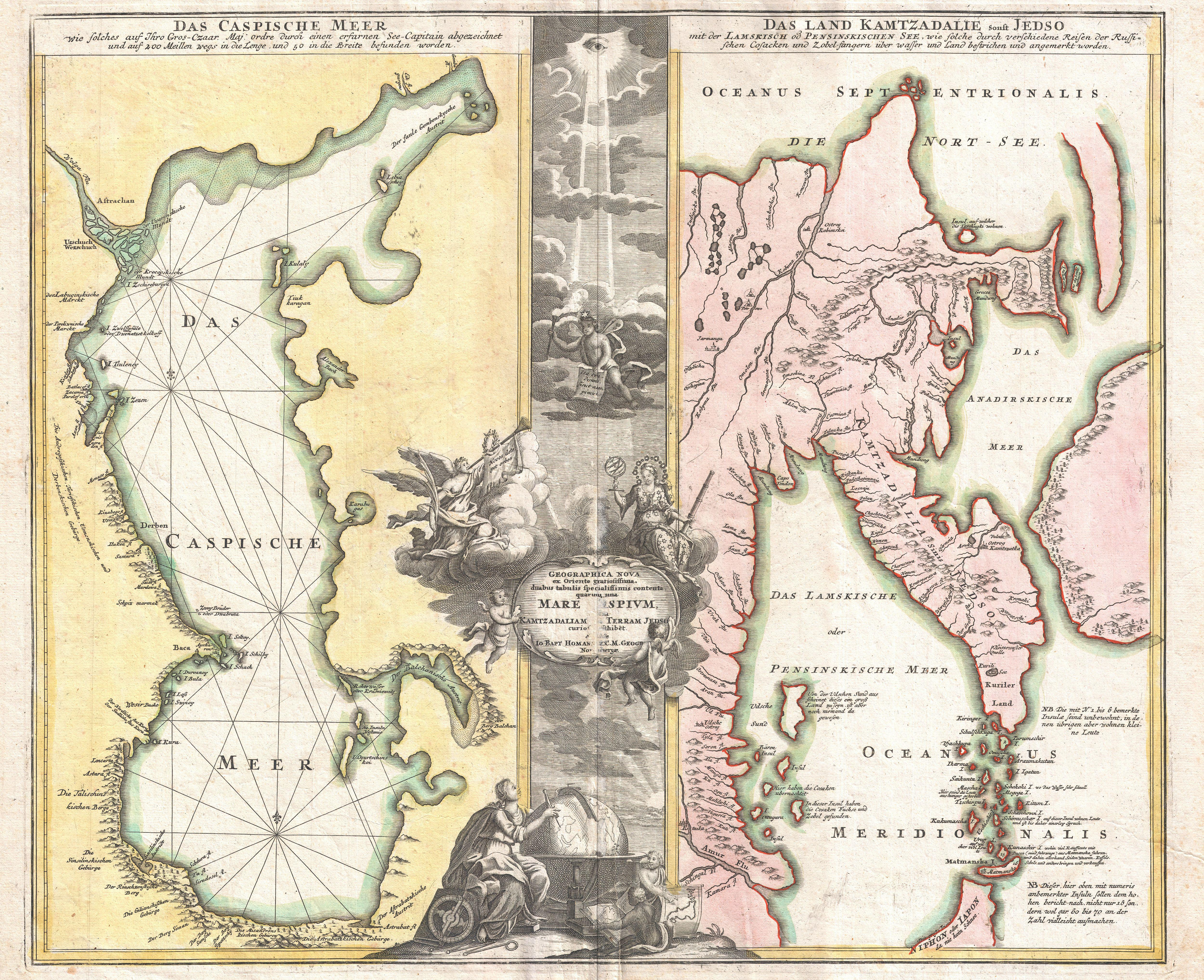
نقشه هومان از دریای خزر و کامچاتکا ، از سال ۱۷۲۵
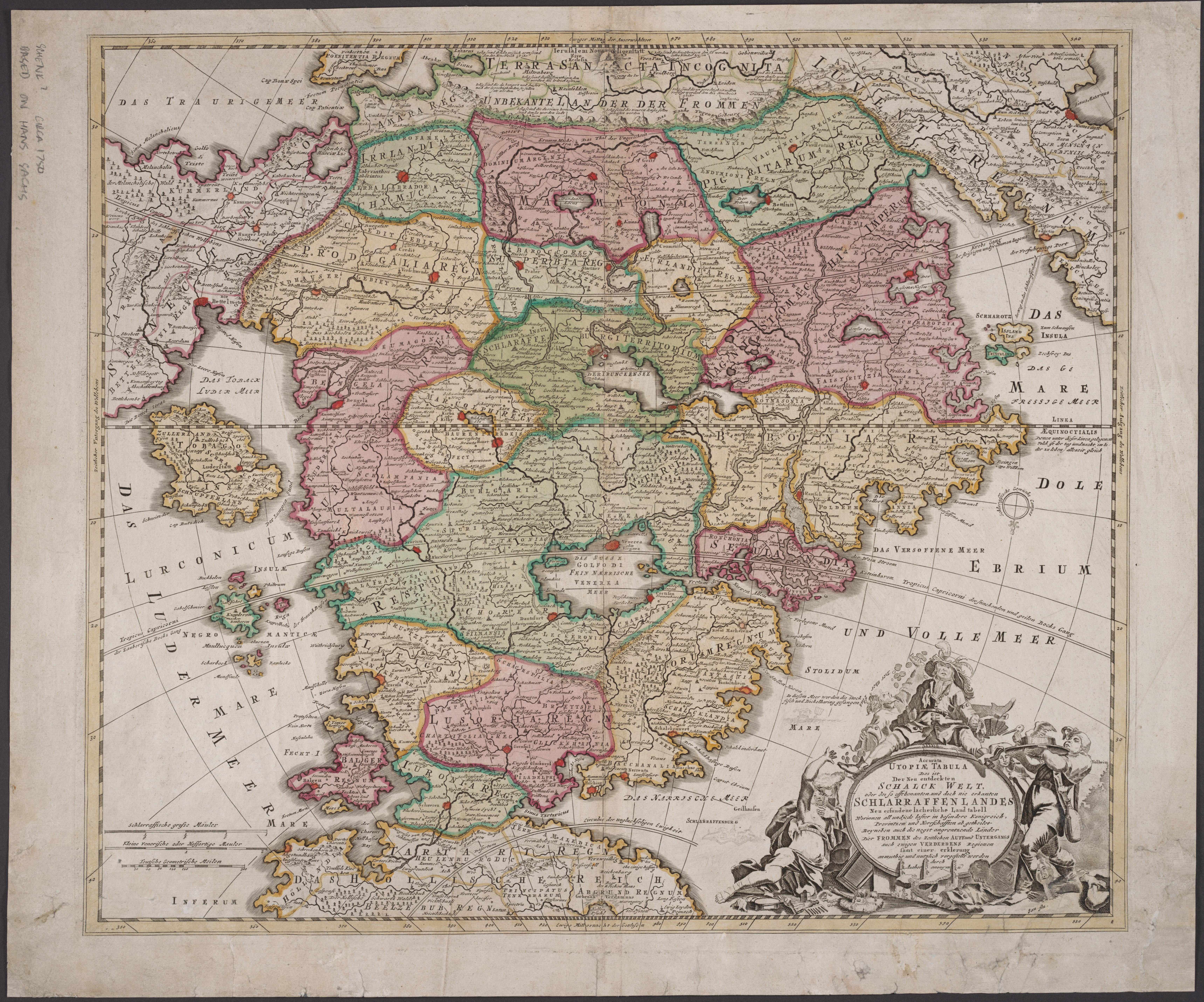
Schlarraffenlandes ۱۹۶۴)